# جيانلوكا ناسو
جيانلوكا ناسو (بالإيطالية: Gianluca Naso)‏ مواليد 6 يناير 1987 في تراباني، إيطاليا، هو لاعب كرة مضرب إيطالي يلعب باليد اليمنى ويحتل حالياً المرتبة رقم. 192 (24 أغسطس 2015) في تصنيف رابطة محترفي كرة المضرب. أعلى تصنيف له في الفردي كان المركز الـ 175 في سنة 2012. أعلى تصنيف له في الزوجي كان المركز الـ 189 في سنة 2012.

## النهائيات

### الفردي: 3 (1–2)
| الحصيلة | الرقم | التاريخ        | الدورة                | الأرضية | المنافس            | النتيجة            |
| ------- | ----- | -------------- | --------------------- | ------- | ------------------ | ------------------ |
| الوصافة | 1.    | سبتمبر 9, 2007 | جنوة، إيطاليا         | ترابية  | فلافيو تشيبولا     | 2–6, 7–6(7–4), 5–7 |
| الوصافة | 2.    | سبتمبر 7, 2008 | جنوة، إيطاليا         | ترابية  | فابيو فونيني       | 4–6, 3–6           |
| الفوز   | 1.    | يوليو 15, 2012 | سان بينيديتو، إيطاليا | ترابية  | اندرياس هايدر مورر | 6–4, 7–5           |

## روابط خارجية
- جيانلوكا ناسو على موقع رابطة محترفي التنس (الإنجليزية)
- جيانلوكا ناسو على موقع الاتحاد الدولي لكرة المضرب (الإنجليزية)
- جيانلوكا ناسو على موقع خلاصة التنس.كوم (الإنجليزية)
- جيانلوكا ناسو على موقع إي إس بي إن.كوم (الإنجليزية)